# 康克戲

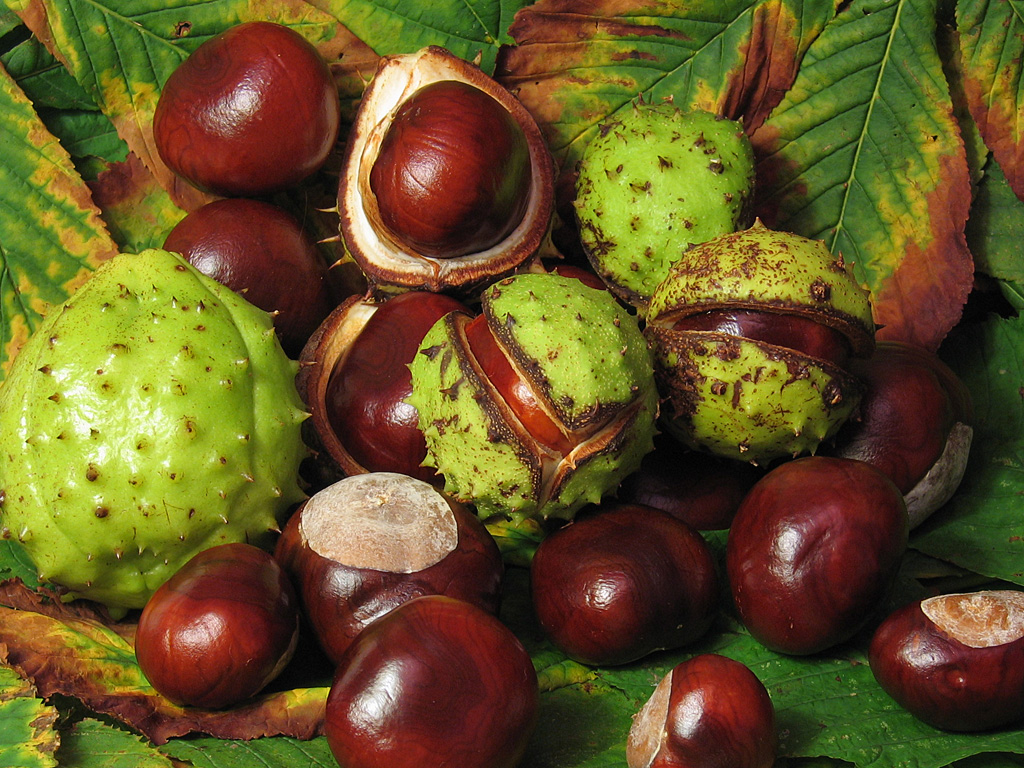
一堆七葉樹屬的新鮮果實

康克戲（Conkers）是英國的一種傳統遊戲，兩個遊戲者使用七葉樹屬植物的果實馬栗（即“conker”，不是板栗）互相敲擊，若一方的堅果被敲碎，那麼另一方就獲得勝利。

## 起源
1821年，羅伯特·騷塞（Robert Southey）在其回憶錄中首次提及了這種遊戲，只不過使用的道具是蝸牛殼或榛子。到了1850年代才開始廣泛使用馬栗。20世紀之後該遊戲迅速流行起來，傳遍了整個英格蘭。
馬栗第一次出現的歷史記錄來自1848年的懷特島。
該遊戲名稱的真正起源無法確定，可能是來自某地方言“conker”，即“馬栗”，也有可能是來自法語“conque”，即“貝殼”， 抑或來自動詞“conquer”（戰勝），因為這種遊戲早期也被叫做“conquerors”。 此外它還可能只是一個擬聲詞，以代表果殼相互敲擊時發出的響聲。其他稱呼還有“obblyonkers”、“cheggies”或“cheesers”等等。

## 遊戲方法
這種遊戲需要兩個人才可以進行，遊戲者在堅果上穿一個洞，打孔對果殼造成的損害會直接影響到遊戲結果。打好孔后即穿入繩子，繩子須有彈性，長度約25（9.8英寸）左右即可，在一端打結以防堅果掉出。
其中一人將堅果懸空吊起，另一人拉動繩子，使用自己的堅果橫向打擊對方的堅果。二人輪流交替進行，直到一方的堅果破碎為止。
完好的堅果被稱作“none-er”，輸掉一次的人稱“one-er”，輸掉第二次稱“two-er”。在蘇格蘭一些地區勝利一次者成為“bully-one” ，以此類推，美國和加拿大勝利一次者稱“one-kinger”。

## 錦標賽
1965年世界康克戲錦標賽在英格蘭北安普敦郡阿斯頓設立，每年十月的第二個星期日舉行。
2001年，來自愛爾蘭的伊蒙·杜利（Eamonn Dooley）打破了康克戲世界紀錄，他在一小時內擊碎了306個堅果。

### 北美
2012年，北美康克遊戲錦標賽成立於新斯科舍省的安纳波利斯罗亚尔。在這之前也有一些地區性比賽。

## 安全問題
英國瘋狂汽車秀舉辦過“旅行車”版康克戲，他們將旅行車用吊車吊起來互相敲擊。 詹姆斯·梅和一些其他評論員當時都帶上了安全護目鏡，并錯誤地把帶護目鏡說成是英國健康安全部的要求，結果後來有一位學校校長教導兒童也在真正的康克戲上帶上護目鏡。
2004年，數家學校因堅果過敏可能導致兒童過敏性休克而在學校禁止了這種遊戲，但健康顧問說康克戲並不會導致有堅果過敏癥的兒童遇到危險。

## 類似的遊戲
波多黎各也與同樣的傳統遊戲，他們使用的是孪叶豆，該遊戲稱作“gallitos”（意思是公雞，也是鬥鶏術語）。

## 外部連結
- World Conker Championships site includes details of how to play in the championships （页面存档备份，存于）
- Conkers – A Favourite Children's Game
- British Library Playtimes （页面存档备份，存于） An interview about conkers recorded in 1970 by Iona Opie
- Eichhorn, Markus. . Test Tube. Brady Haran for the University of Nottingham. October 2010  [2013-09-20]. （原始内容存档于2020-02-25）.